# Mercedes-Benz GLC-класс
Mercedes-Benz GLC-класс (G — сокр. от нем. Geländewagen — ɡəˈlɛːndəvaːɡn, «внедорожник»; L — буква, выполняющая роль связывающего элемента с последующим символом; C — сокр. от нем. C-klasse — «C-класс») — серия люксовых компактных кроссоверов от немецкой компании Mercedes-Benz, пришедшая на смену GLK-классу в 2015 году.

## История
Предшественник GLC-класса, кроссовер GLK был представлен публике в 2008 году. Платформой для автомобиля стал универсал серии S204 (C-класс), который оснастили бензиновым турбированным R4 двигателем объёмом 2-а литра (184 и 211 лошадиных сил), V6 3.0 и 3.5 (от 231 до 306 л.с.), а также дизелями 2.1 и 3.0 (от 143 до 265 л.с.). Привод — задний или полный, коробки передач — 6-ст. МКПП или 7-ст. АКПП.
В 2012 году GLK класс пережил рестайлинг. Автомобиль изменили внешне, поменяв бампера и оптику, и внутренне: в салоне квадратные дефлекторы вентиляции уступили место круглым. Появились новые версии двигателей.
В 2015 году было объявлено о прекращении выпуска моделей GLK класса. Вместо него был представлен новый GLC-класс, дебютировавший в Штутгарте, Германия. Родственник модели C-класса последнего поколения построен на модульной платформе MRA. Она позволила автомобилю стать легче на 80 кг при росте колёсной базы и внешних размеров. Из этой экономии 50 кг пришлись на кузов, в котором сочетаются высоко- и сверхвысокопрочные стали с алюминием, а остальное — это заслуга подвесок с алюминиевыми компонентами и трансмиссии с более компактной раздаточной коробкой. Объём багажника увеличился на 110 л, составив в итоге 580 литров.
Для США планируется выпуск более мощных моторов вроде GLC 300 4MATIC, GLC 300d и первого в сегменте гибридного двигателя 350 e 4MATIC.
Вариант в кузове купе был представлен в качестве концепта на выставке 2015 года в Шанхае и поступит в продажу в 2016 году. По планам компании он составит конкуренцию на рынке кроссоверов таким автомобилям, как BMW X4 и Porsche Macan.
В будущем планируется расширение гаммы версий GLC-класса.

## Технические характеристики
Автомобили GLC-класс оснащаются тремя версиями двигателей: 250 4MATIC, 220d 4MATIC, 250d 4MATIC. Кроме того, для США планируется выпуск более мощных моторов вроде GLC 300 4MATIC, GLC 300d и первого в сегменте гибридного двигателя 350 e 4MATIC. Все три негибридные версии по умолчанию комплектуются 9-ступенчатым АКПП 9G-Tronic и полным приводом (4MATIC) с распределением тяги в нормальных условиях 45:55.
Стандартом на новой модели является шасси с пятью программами (Eco, Comfort, Sport, Sport+ и индивидуальный режим). При заказе пакета Off-Road Engineering к этой пятёрке режимов добавляются ещё четыре: для скользкой дороги, лёгкого бездорожья/гравия/песка, буксировки трейлера и для местности с крутыми подъёмами/спусками. А при заказе пневмоподвески появляется ещё десятая программа — Rocking Assist, в которой вместе с максимальным ростом клиренса допускается большая пробуксовка ради выпутывания из сложных ситуаций на пересечённой местности в раскачку.
Двигатель GLC 350 e 4MATIC — это первый в сегменте гибрид, заряжаемый от сети. Он оснащён 211-сильным мотором и электродвигателем с пиковой отдачей в 116 л.с. и 340 Н·м, интегрированный в АКПП 7G-Tronic Plus. Суммарная тяга достигает 560 Н·м, что позволяет ускоряться с места до сотни за 5,9 с и развивать максимальную скорость в 235 км/ч. Литиево-ионная батарея ёмкостью в 8,7 кВт⋅ч обеспечивает пробег на одной электротяге в 34 км (21 миля). Средний расход топлива компания не приводит, но заявляет, что выбросы углекислого газа у такой модификации — 60 г/км.

## Безопасность
Mercedes-Benz GLC-класс получил премию Euro NCAP в 2015 году как лучший автомобиль в своём классе - "Малый паркетник".
| Euro NCAP                                                                 | Euro NCAP | Euro NCAP | Euro NCAP             |
| ------------------------------------------------------------------------- | --------- | --------- | --------------------- |
| · общий рейтинг                                                           |           |           |                       |
| 95%                                                                       | 89%       | 82%       | 71%                   |
| взрослый пассажир                                                         | ребёнок   | пешеход   | активная безопасность |
| Протестированная модель: Mercedes-Benz GLC 220d 4MATIC 'Exclusive' (2015) |           |           |                       |

Почти все системы помощи водителю, которые знакомы по автомобилям C-, E- и S-класса, доступны в GLC-классе. В рамках концепции Intelligent Drive эти системы объединяют данные из различных сенсорных технологий для повышения комфорта и безопасности вождения транспортного средства.
Автомобиль оборудован 3-точечными ремнями безопасности с натяжителями, обычными, оконными (англ. windowbag) и коленными (англ. kneebag) подушками безопасности. Сиденье переднего пассажира может быть дополнительно оснащено автоматическим детским сидением (в этом случае передняя подушка безопасности самостоятельно отключается с целью недопущения травмирования ребёнка и включается обратно при демонтаже сидения).
Стандартными для всех версий GLC-класса являются системы:
- COLLISION PREVENTION ASSIST PLUS — система предотвращения столкновений: контролирует дистанцию, автономно применяет тормоза
- Crosswind Assist — обнаруживает порывы ветра, которые могут влиять на поведение автомобиля и помогает предотвратить аварию путём подтормаживания
- Headlamp Assist с датчиками дождя и света — автоматически включает свет при необходимости (тёмное время суток, движение в тоннеле), управляет стеклоочистителями
- ATTENTION ASSIST — система предупреждения сна, не позволяет водителю уснуть, предупреждая о необходимости остановки через определённые промежутки расстояния

Дополнительный пакет Driving Assistance Plus расширяет активную безопасность автомобиля и включает следующие технологии:
- DISTRONIC PLUS (автоматический круиз-контроль) с системой Steering Assist и Stop & Go Pilot
- Тормозная система с технологией PRE-SAFE® и обнаружением пешеходов
- BAS PLUS (тормозной ассистент) с системой Cross-Traffic Assist
- Active Blind Spot Assist
- Active Lane Keeping Assist — система удержания в полосе: предупреждает вибрацией рулевого колеса, при необходимости применяет тормоза
- PRE-SAFE® PLUS с новой системой защиты от наезда движущегося сзади автомобиля, использующей радиолокационный датчик в заднем бампере

Кроме того в автомобиле может быть установлена система Traffic Sign Assist, извещающая водителя о скоростных ограничениях, недопустимости обгона или наличии запрещающих движение знаков.
Версии GLC, оборудованные светодиодной оптикой с технологией Intelligent Light System, оснащены системой Adaptive Highbeam Assist Plus (автоматически управляет фарами, переключает ближний свет на дальний).
Новинкой серии стал Head-Up дисплей (HUD). При помощи него важная информация отображается непосредственно в поле зрения водителя на лобовом стекле, что снимает с последнего необходимость переводить взгляд с дорожной обстановки на приборную панель. Дисплей предоставляет информацию о скорости, ограничении по скорости, навигационные инструкции и сообщения из системы DISTRONIC.

## AMG модификации
Концерн Daimler AG на данный момент не планирует выпуск полноценной AMG версии автомобиля GLC-класса с 4-хлитровым твин-турбо двигателем V8, однако в 2016 году будет выпущен технически модифицированный вариант AMG Sport в соответствующей стилистике тюнинг-ателье — GLC 450 AMG. Его оснастят 3-хлитровым твин-турбо двигателем V6 (такой же установлен на GLE450 AMG), генерирующим 362 л.с. мощности (520 Н·м крутящего момента) и разгоняющего автомобиль до 100 км/ч за 5 секунд.

## Галерея

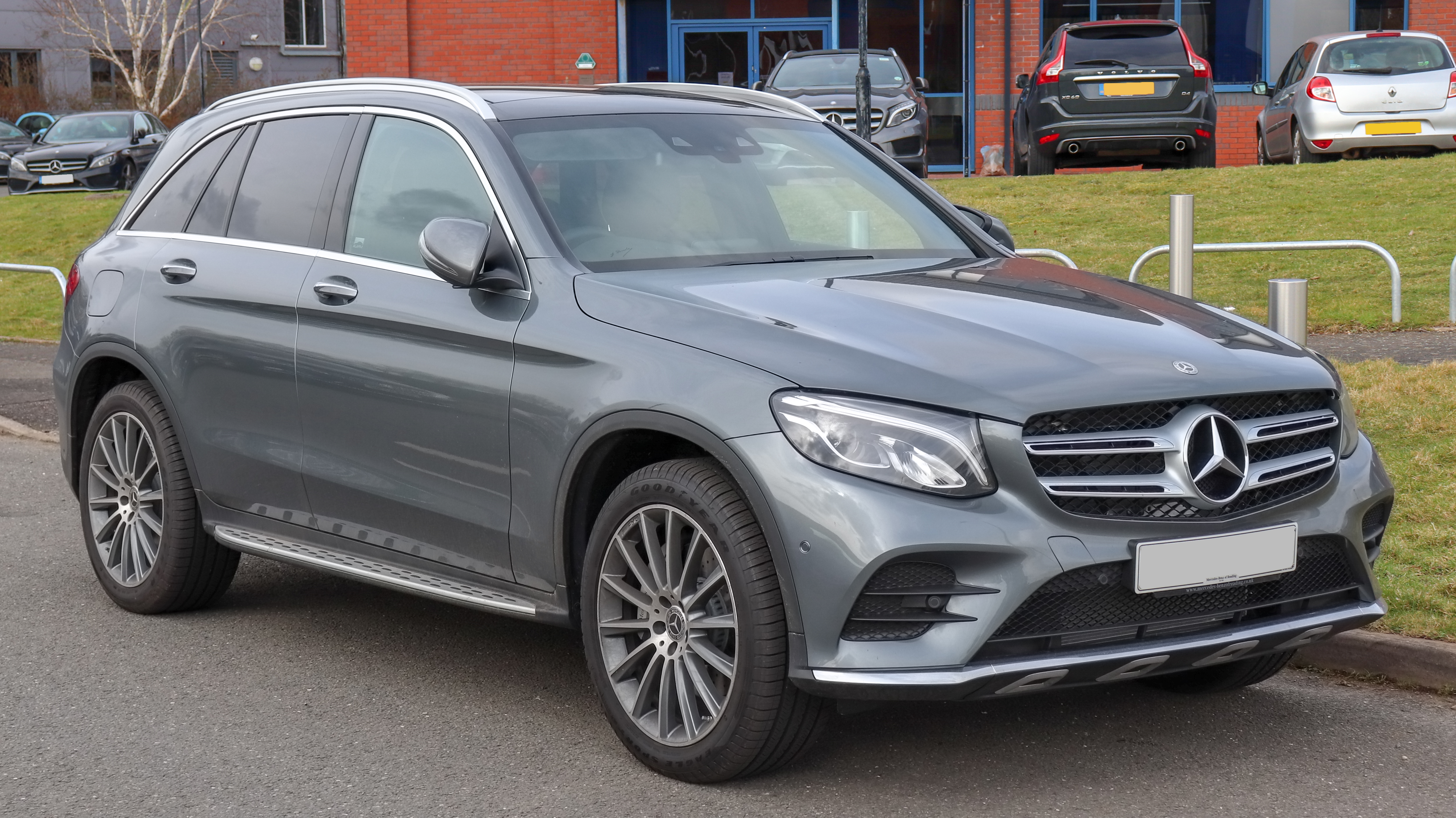
Вид сбоку
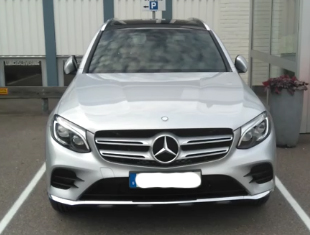
Вид спереди
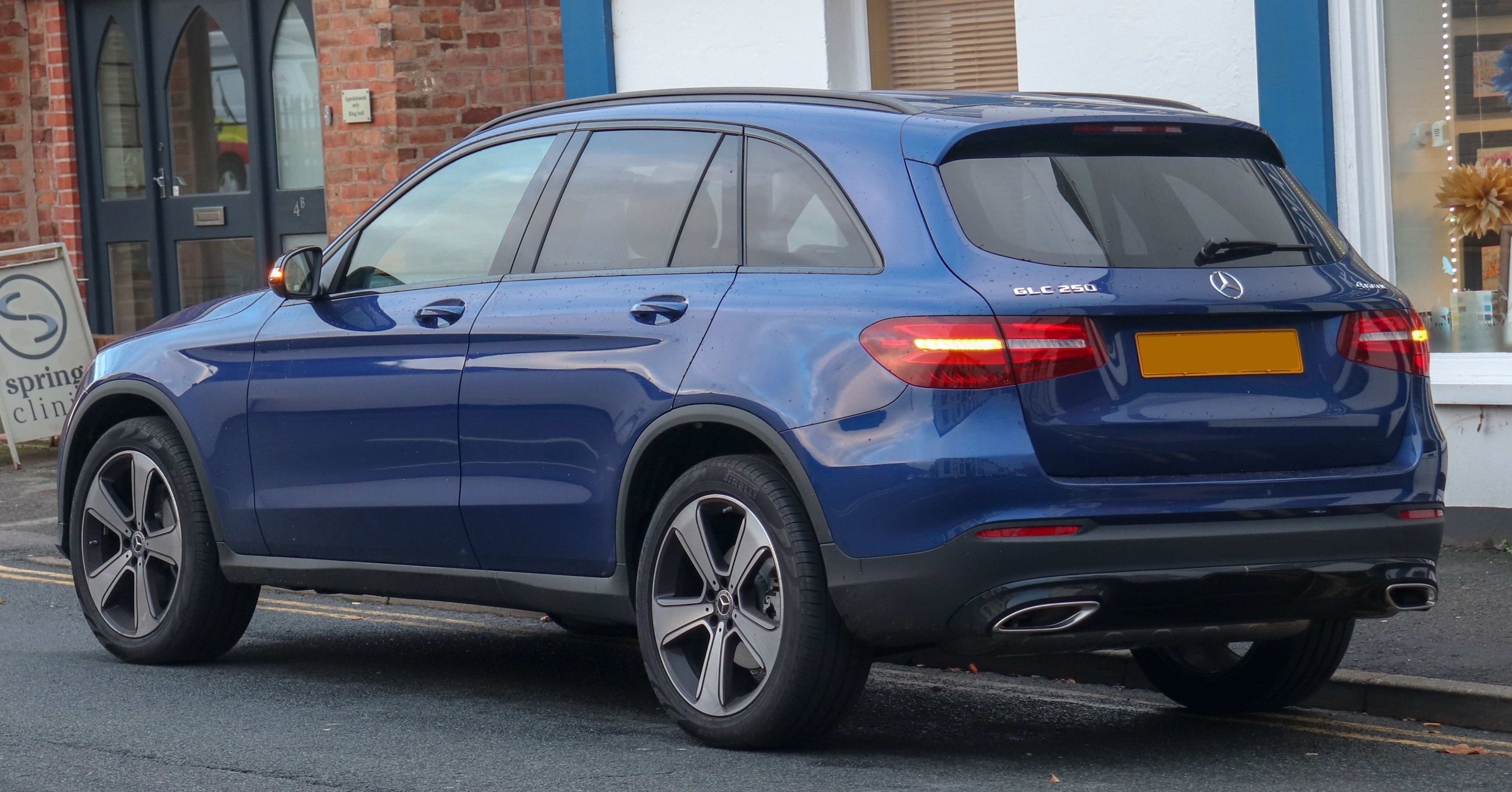
Вид сзади
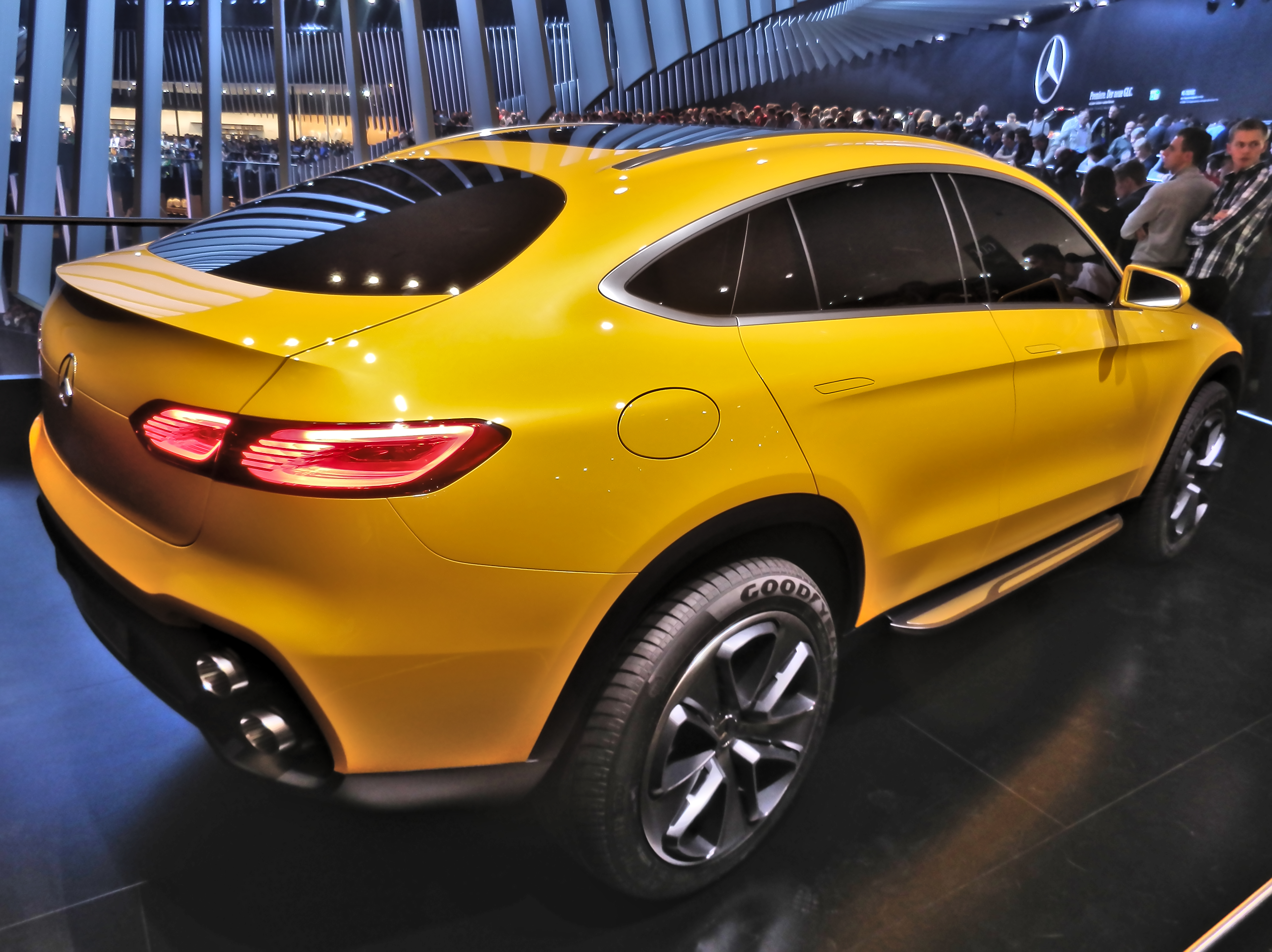
Mercedes-Benz Concept GLC Coupé
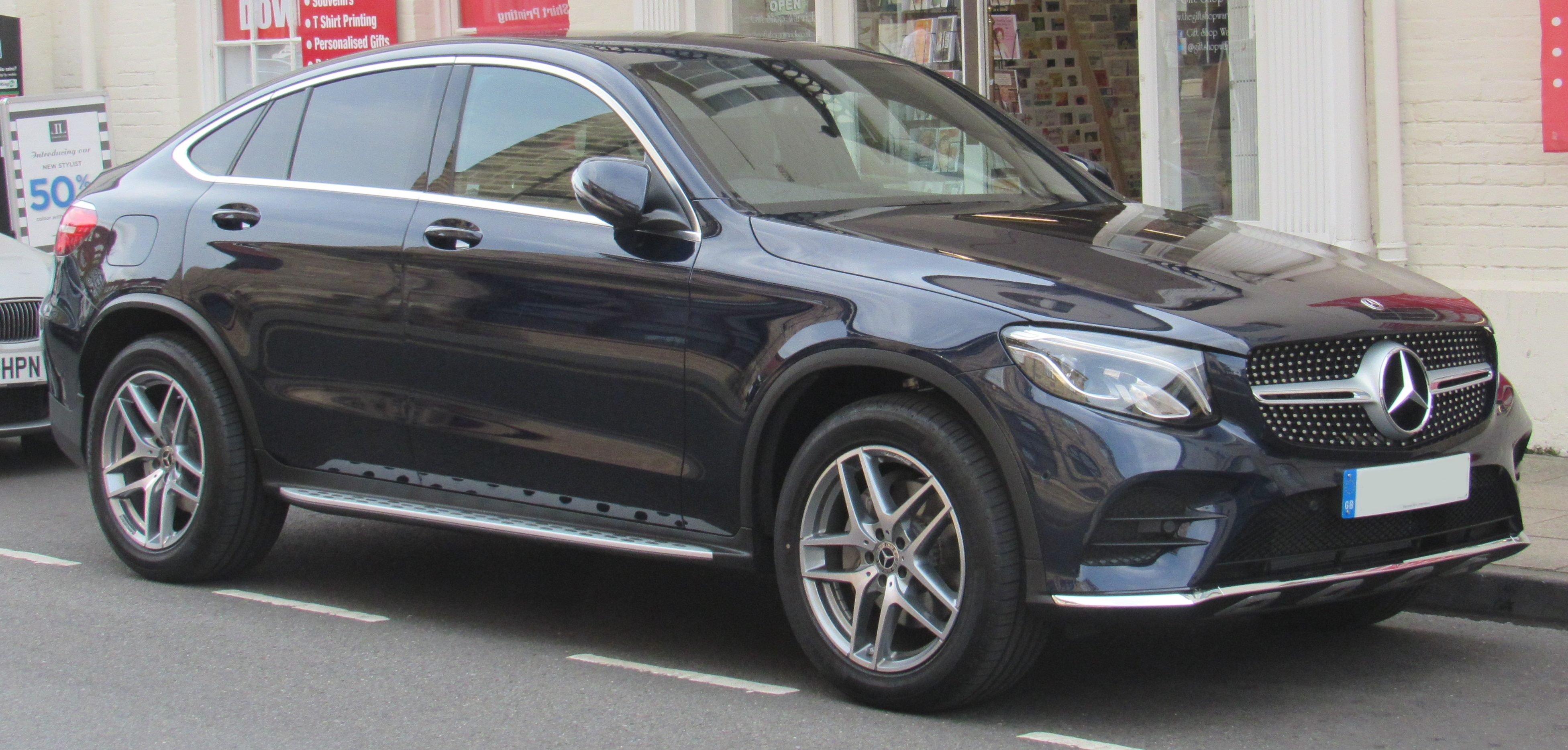
Mercedes-Benz GLC Coupé
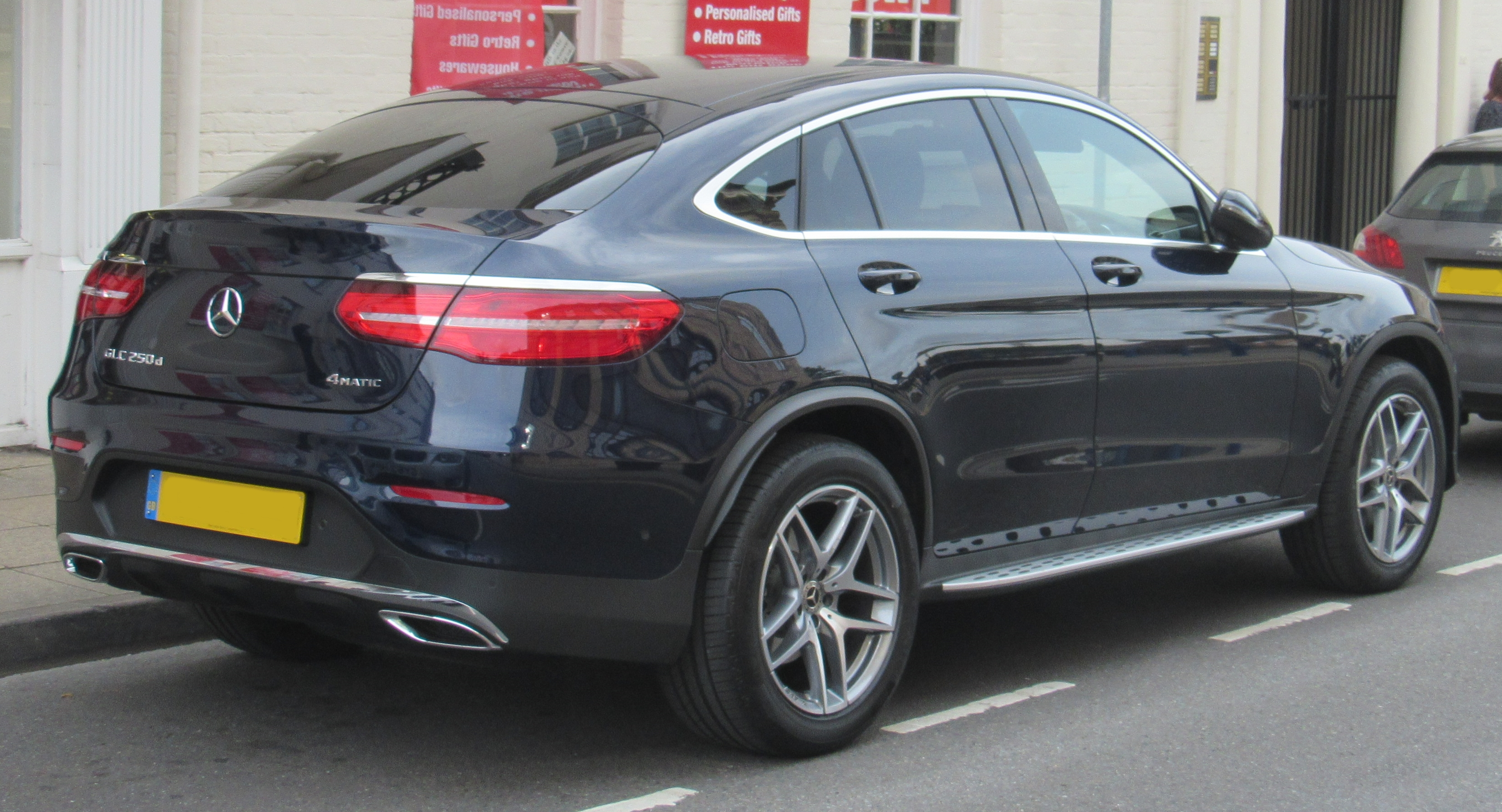
Вид сзади